# Superman – Die Abenteuer von Lois & Clark/Episodenliste
Diese Episodenliste enthält alle Episoden der US-amerikanischen Fernsehserie Superman – Die Abenteuer von Lois & Clark, sortiert nach der US-amerikanischen Erstausstrahlung. Zwischen 1993 und 1997 entstanden in vier Staffeln insgesamt 88 Episoden mit einer Länge von jeweils etwa 45 Minuten.

## Übersicht
| Staffel | Episodenanzahl | Erstausstrahlung USA | Erstausstrahlung USA | Deutschsprachige Erstausstrahlung | Deutschsprachige Erstausstrahlung |
| Staffel | Episodenanzahl | Staffelpremiere      | Staffelfinale        | Staffelpremiere                   | Staffelfinale                     |
| ------- | -------------- | -------------------- | -------------------- | --------------------------------- | --------------------------------- |
| 1       | 22             | 12. September 1993   | 8. Mai 1994          | 25. August 1994                   | 29. Januar 1995                   |
| 2       | 22             | 18. September 1994   | 21. Mai 1995         | 10. März 1995                     | 11. August 1995                   |
| 3       | 22             | 17. September 1995   | 12. Mai 1996         | 24. November 1996                 | 4. Mai 1997                       |
| 4       | 22             | 22. September 1996   | 14. Juni 1997        | 28. Februar 1998                  | 19. Mai 1998                      |

## Staffel 1
Die Erstausstrahlung der ersten Staffel war vom 12. September 1993 bis zum 8. Mai 1994 auf dem US-amerikanischen Sender ABC zu sehen. Die deutschsprachige Erstausstrahlung fand vom 25. August 1994 bis zum 29. Januar 1995 auf dem Sender ProSieben statt.
| Nr. (ges.) | Nr. (St.) | Deutscher Titel                | Originaltitel                         | Erstausstrahlung USA | Deutschsprachige Erstausstrahlung (D) | Regie                 | Drehbuch                           |
| ---------- | --------- | ------------------------------ | ------------------------------------- | -------------------- | ------------------------------------- | --------------------- | ---------------------------------- |
| 1          | 1         | Die Rückkehr                   | Pilot (1)                             | 12. Sep. 1993        | 25. Aug. 1994                         | Robert Butler         | Deborah Joy LeVine                 |
| 2          | 2         | Die Rückkehr (2)               | Pilot (2)                             | 12. Sep. 1993        | 25. Aug. 1994                         | Robert Butler         | Deborah Joy LeVine                 |
| 3          | 3         | Besucher von 3–9               | Strange Visitor (From Another Planet) | 26. Sep. 1993        | 28. Aug. 1994                         | Randall Zisk          | Bryce Zabel                        |
| 4          | 4         | Wer anderen eine Story klaut … | Neverending Battle                    | 3. Okt. 1993         | 4. Sep. 1994                          | Gene Reynolds         | Daniel Levine                      |
| 5          | 5         | Der unsichtbare Mann           | I’m Looking Through You               | 10. Okt. 1993        | 11. Sep. 1994                         | Mark Sobel            | Deborah Joy LeVine                 |
| 6          | 6         | Der Kampf des Jahrhunderts     | Requiem for a Superhero               | 17. Okt. 1993        | 18. Sep. 1994                         | Randall Zisk          | Robert Killbrew                    |
| 7          | 7         | Die Feuerteufel                | I’ve Got a Crush on You               | 24. Okt. 1993        | 25. Sep. 1994                         | Gene Reynolds         | Thania St. John                    |
| 8          | 8         | Die superschlauen Kids         | Smart Kids                            | 31. Okt. 1993        | 2. Okt. 1994                          | Robert Singer         | Daniel Levine                      |
| 9          | 9         | Die grüne Gefahr               | The Green, Green Glow of Home         | 14. Nov. 1993        | 9. Okt. 1994                          | Les Landau            | Bryce Zabel                        |
| 10         | 10        | Ein heißer November            | The Man of Steel Bars                 | 21. Nov. 1993        | 16. Okt. 1994                         | Robert Butler         | Paris Qualles                      |
| 11         | 11        | Liebe aus der Luft             | Pheromone, My Lovely                  | 28. Nov. 1993        | 23. Okt. 1994                         | Bill D’Elia           | Deborah Joy LeVine                 |
| 12         | 12        | Nächte in der Hochzeitssuite   | Honeymoon in Metropolis               | 12. Dez. 1993        | 30. Okt. 1994                         | James A. Contner      | Daniel Levine                      |
| 13         | 13        | Nur noch 55 Stunden            | All Shook Up                          | 2. Jan. 1994         | 6. Nov. 1994                          | Félix Enríquez Alcalá | Bryce Zabel Idee: Jackson Gillis   |
| 14         | 14        | Mister Make-up                 | Witness                               | 9. Jan. 1994         | 13. Nov. 1994                         | Mel Damski            | Bradley Moore                      |
| 15         | 15        | Der magische Kanal             | Illusions of Grandeur                 | 23. Jan. 1994        | 27. Nov. 1994                         | Michael W. Watkins    | Thania St. John                    |
| 16         | 16        | Ein Virus im System            | The Ides of Metropolis                | 6. Feb. 1994         | 4. Dez. 1994                          | Philip Sgriccia       | Deborah Joy LeVine                 |
| 17         | 17        | Erinnerungen an Krypton        | The Foundling                         | 20. Feb. 1994        | 18. Dez. 1994                         | Bill D’Elia           | Daniel Levine                      |
| 18         | 18        | Rivalinnen                     | The Rival                             | 27. Feb. 1994        | 25. Dez. 1994                         | Michael W. Watkins    | Tony Blake & Paul Jackson          |
| 19         | 19        | Der falsche Bruder             | Vatman                                | 13. März 1994        | 8. Jan. 1995                          | Randall Zisk          | Deborah Joy LeVine & H.B. Cobb     |
| 20         | 20        | Dragonettis Safe               | Fly Hard                              | 27. März 1994        | 15. Jan. 1995                         | Philip Sgriccia       | Thania St. John                    |
| 21         | 21        | Die Trümmer eines Traums       | Barbarians at the Planet              | 1. Mai 1994          | 22. Jan. 1995                         | James Bagdonas        | Daniel Levine & Deborah Joy LeVine |
| 22         | 22        | Die Hochzeit des Jahres        | The House of Luthor                   | 8. Mai 1994          | 29. Jan. 1995                         | Alan J. Levi          | Daniel Levine & Deborah Joy LeVine |

## Staffel 2
Die Erstausstrahlung der zweiten Staffel war vom 18. September 1994 bis zum 21. Mai 1995 auf dem US-amerikanischen Sender ABC zu sehen. Die deutschsprachige Erstausstrahlung fand vom 10. März 1995 bis zum 11. August 1995 auf dem Sender ProSieben statt.
| Nr. (ges.) | Nr. (St.) | Deutscher Titel                   | Originaltitel               | Erstausstrahlung USA | Deutschsprachige Erstausstrahlung (D) | Regie              | Drehbuch                                                |
| ---------- | --------- | --------------------------------- | --------------------------- | -------------------- | ------------------------------------- | ------------------ | ------------------------------------------------------- |
| 23         | 1         | Die Doppelgängerin                | Madame Ex                   | 18. Sep. 1994        | 10. März 1995                         | Randall Zisk       | Tony Blake & Paul Jackson                               |
| 24         | 2         | Teuflische Töne                   | Wall of Sound               | 25. Sep. 1994        | 17. März 1995                         | Alan J. Levi       | John McNamara                                           |
| 25         | 3         | Quelle in Gefahr                  | The Source                  | 2. Okt. 1994         | 24. März 1995                         | John T. Kretchmer  | Tony Blake & Paul Jackson                               |
| 26         | 4         | Der unheimliche Verehrer          | The Prankster               | 9. Okt. 1994         | 31. März 1995                         | James Hayman       | Grant Rosenberg                                         |
| 27         | 5         | Der netteste Milliardär der Welt? | Church of Metropolis        | 23. Okt. 1994        | 7. Apr. 1995                          | Robert Singer      | John McNamara                                           |
| 28         | 6         | Der Killersatellit                | Operation Blackout          | 30. Okt. 1994        | 21. Apr. 1995                         | Michael W. Watkins | Kate Boutilier                                          |
| 29         | 7         | Comeback für Al Capone            | That Old Gang of Mine       | 13. Nov. 1994        | 28. Apr. 1995                         | Lorraine Senna     | Gene Miller & Karen Kavnar                              |
| 30         | 8         | Kleiner Mann ganz groß            | A Bolt from the Blue        | 20. Nov. 1994        | 5. Mai 1995                           | Philip Sgriccia    | Kathy McCormick                                         |
| 31         | 9         | Der Spielzeugmacher               | Season’s Greetings          | 4. Dez. 1994         | 12. Mai 1995                          | Randall Zisk       | Dean Cain                                               |
| 32         | 10        | Der Metallganove                  | Metallo                     | 1. Jan. 1995         | 19. Mai 1995                          | James Bagdonas     | Tony Blake & Paul Jackson Idee: James Crocker           |
| 33         | 11        | Das Herz des Drachen              | Chi of Steel                | 8. Jan. 1995         | 26. Mai 1995                          | James Hayman       | Hilary J. Bader                                         |
| 34         | 12        | Faradays Erfindung                | The Eyes Have It            | 22. Jan. 1995        | 2. Juni 1995                          | Bill D’Elia        | Kathy McCormick Idee: Kathy McCormick & Grant Rosenberg |
| 35         | 13        | Phoenix                           | The Phoenix                 | 12. Feb. 1995        | 9. Juni 1995                          | Philip Sgriccia    | Tony Blake & Paul Jackson                               |
| 36         | 14        | Dianas Jagd                       | Top Copy                    | 19. Feb. 1995        | 16. Juni 1995                         | Randall Zisk       | John McNamara                                           |
| 37         | 15        | Das gelbe Licht                   | The Return of the Prankster | 26. Feb. 1995        | 23. Juni 1995                         | Philip Sgriccia    | Grant Rosenberg                                         |
| 38         | 16        | Lucky Leon                        | Lucky Leon                  | 12. März 1995        | 30. Juni 1995                         | Jim Pohl           | Chris Ruppenthal                                        |
| 39         | 17        | „Projekt Wiederauferstehung“      | Resurrection                | 19. März 1995        | 7. Juli 1995                          | Joseph Scanlan     | Gene Miller & Karen Kavner                              |
| 40         | 18        | Die Zeitmaschine                  | Tempus Fugitive             | 26. März 1995        | 14. Juli 1995                         | James Bagdonas     | Jack Weinstein & Lee Hudson                             |
| 41         | 19        | Versuchskaninchen Jimmy           | Target: Jimmy Olsen         | 2. Apr. 1995         | 21. Juli 1995                         | David Jackson      | Tony Blake & Paul Jackson                               |
| 42         | 20        | Das rote Kryptonit                | Individual Responsibility   | 16. Apr. 1995        | 28. Juli 1995                         | Alan J. Levi       | Chris Ruppenthal & Grant Rosenberg                      |
| 43         | 21        | Auch Superhelden brauchen Anwälte | Whine, Whine, Whine         | 14. Mai 1995         | 4. Aug. 1995                          | Michael W. Watkins | Kathy McCormick & John McNamara                         |
| 44         | 22        | Die Frage aller Fragen            | And the Answer Is…          | 21. Mai 1995         | 11. Aug. 1995                         | Alan J. Levi       | Tony Blake & Paul Jackson                               |

## Staffel 3
Die Erstausstrahlung der dritten Staffel war vom 17. September 1995 bis zum 12. Mai 1996 auf dem US-amerikanischen Sender ABC zu sehen. Die deutschsprachige Erstausstrahlung fand vom 24. November 1996 bis zum 4. Mai 1997 auf dem Sender ProSieben statt.
| Nr. (ges.) | Nr. (St.) | Deutscher Titel             | Originaltitel                     | Erstausstrahlung USA | Deutschsprachige Erstausstrahlung (D) | Regie              | Drehbuch                                             |
| ---------- | --------- | --------------------------- | --------------------------------- | -------------------- | ------------------------------------- | ------------------ | ---------------------------------------------------- |
| 45         | 1         | Eine Bombenparty            | We Have a Lot to Talk About       | 17. Sep. 1995        | 24. Nov. 1996                         | Philip Sgriccia    | John McNamara                                        |
| 46         | 2         | Reif für die Insel          | Ordinary People                   | 24. Sep. 1995        | 1. Dez. 1996                          | Michael W. Watkins | Eugenie Ross-Leming & Brad Buckner                   |
| 47         | 3         | Entführt von Außerirdischen | Contact                           | 1. Okt. 1995         | 8. Dez. 1996                          | Daniel Attias      | Chris Ruppenthal                                     |
| 48         | 4         | Der irische Fluch           | When Irish Eyes Are Killing       | 15. Okt. 1995        | 15. Dez. 1996                         | Winrich Kolbe      | Grant Rosenberg                                      |
| 49         | 5         | Arche Noah Nummer Zwei      | Just Say Noah                     | 22. Okt. 1995        | 22. Dez. 1996                         | David Jackson      | Brad Buckner & Eugenie Ross-Leming                   |
| 50         | 6         | Willkommen in der Ewigkeit! | Don’t Tug on Superman’s Cape      | 5. Nov. 1995         | 5. Jan. 1997                          | Steven Dubin       | David Simkins                                        |
| 51         | 7         | Die Frau aus Stahl          | Ultra Woman                       | 12. Nov. 1995        | 29. Dez. 1996                         | Mike Vejar         | Gene F. O’Neill & Noreen Tobin                       |
| 52         | 8         | Ein Kind von Superman?      | Chip Off the Old Clark            | 19. Nov. 1995        | 19. Jan. 1997                         | Michael W. Watkins | Michael Jamin & Sivert Glarum                        |
| 53         | 9         | Verschwörung gegen Amerika  | Super Mann                        | 26. Nov. 1995        | 26. Jan. 1997                         | James Bagdonas     | Chris Ruppenthal                                     |
| 54         | 10        | Nennen sie mich „X“         | Virtually Destroyed               | 10. Dez. 1995        | 2. Feb. 1997                          | Jim Charleston     | Dean Cain & Sean Brennan                             |
| 55         | 11        | Der Weihnachtsvirus         | Home Is Where the Hurt Is         | 17. Dez. 1995        | 9. Feb. 1997                          | Geoffrey Nottage   | Eugenie Ross-Leming, Brad Buckner & William M. Akers |
| 56         | 12        | Das Zeichen der Schlange    | Never on Sunday                   | 7. Jan. 1996         | 16. Feb. 1997                         | Michael Lange      | Grant Rosenberg                                      |
| 57         | 13        | Mein Vater, der Spion       | The Dad Who Came in from the Cold | 14. Jan. 1996        | 23. Feb. 1997                         | Alan J. Levi       | David Simkins                                        |
| 58         | 14        | Die Sache mit Lana Lang     | Tempus, Anyone?                   | 21. Jan. 1996        | 2. März 1997                          | Winrich Kolbe      | John McNamara                                        |
| 59         | 15        | Hochzeit mit Hindernissen   | I Now Pronounce You…              | 11. Feb. 1996        | 9. März 1997                          | Jim Pohl           | Chris Ruppenthal                                     |
| 60         | 16        | Wanda Detroit               | Double Jeopardy                   | 18. Feb. 1996        | 16. März 1997                         | Chris Long         | Eugenie Ross-Leming & Brad Buckner                   |
| 61         | 17        | Lois mal drei               | Seconds                           | 25. Feb. 1996        | 23. März 1997                         | Alan J. Levi       | John McNamara, Corey Miller & Philip Chung           |
| 62         | 18        | Frau ohne Vergangenheit     | Forget Me Not                     | 10. März 1996        | 6. Apr. 1997                          | James Bagdonas     | Grant Rosenberg                                      |
| 63         | 19        | Ein Geschenk für Mom        | Oedipus Wrecks                    | 24. März 1996        | 13. Apr. 1997                         | Kenn Fuller        | David Simkins                                        |
| 64         | 20        | Die Welt ist klein!         | It’s a Small World After All      | 28. Apr. 1996        | 20. Apr. 1997                         | Philip Sgriccia    | Pat Hazell & Teri Hatcher                            |
| 65         | 21        | Die Kryptonier              | Through a Glass, Darkly           | 5. Mai 1996          | 27. Apr. 1997                         | Chris Long         | Chris Ruppenthal                                     |
| 66         | 22        | Abschied von Superman       | Big Girls Don’t Fly               | 12. Mai 1996         | 4. Mai 1997                           | Philip Sgriccia    | Eugenie Ross-Leming & Brad Buckner                   |

## Staffel 4
Die Erstausstrahlung der vierten Staffel war vom 22. September 1996 bis zum 14. Juni 1997 auf dem US-amerikanischen Sender ABC zu sehen. Die deutschsprachige Erstausstrahlung der Folgen eins bis 10 fand vom 28. Februar 1998 bis zum 2. Mai 1998 auf dem Sender ProSieben statt. Die Folgen 11 bis 22 liefen im deutschsprachigen Raum erstmals vom 8. Mai 1998 bis zum 19. Mai 1998 auf dem Sender SF der science fiction kanal.
| Nr. (ges.) | Nr. (St.) | Deutscher Titel              | Originaltitel                             | Erstausstrahlung USA | Deutschsprachige Erstausstrahlung (D) | Regie                        | Drehbuch                                  |
| ---------- | --------- | ---------------------------- | ----------------------------------------- | -------------------- | ------------------------------------- | ---------------------------- | ----------------------------------------- |
| 67         | 1         | Invasion in Smallville       | Lord of the Flys                          | 22. Sep. 1996        | 28. Feb. 1998                         | Philip Sgriccia              | Eugenie Ross-Leming & Brad Buckner        |
| 68         | 2         | Duell mit Lord Nor           | Battleground Earth                        | 29. Sep. 1996        | 7. März 1998                          | Philip Sgriccia              | Eugenie Ross-Leming & Brad Buckner        |
| 69         | 3         | Die Hochzeitsfalle           | Swear to God, This Time We’re Not Kidding | 6. Okt. 1996         | 14. März 1998                         | Michael Lange                | John McNamara                             |
| 70         | 4         | Der böse Fluch               | Soul Mates                                | 13. Okt. 1996        | 21. März 1998                         | Richard Friedman             | Brad Kern                                 |
| 71         | 5         | Für immer jung               | Brutal Youth                              | 20. Okt. 1996        | 28. März 1998                         | David Grossman               | Tim Minear                                |
| 72         | 6         | Der Fall Lois Lane – Teil 1  | The People vs. Lois Lane                  | 27. Okt. 1996        | 4. Apr. 1998                          | Robert Ginty                 | Grant Rosenberg                           |
| 73         | 7         | Der Fall Lois Lane – Teil 2  | Dead Lois Walking                         | 10. Nov. 1996        | 11. Apr. 1998                         | Chris Long                   | Brad Buckner & Eugenie Ross-Leming        |
| 74         | 8         | Ein reizendes Paar           | Bob and Carol and Lois and Clark          | 17. Nov. 1996        | 18. Apr. 1998                         | Oz Scott                     | Brian Nelson                              |
| 75         | 9         | Der Geist der Katie Banks    | Ghosts                                    | 24. Nov. 1996        | 25. Apr. 1998                         | Robert Ginty                 | Michael Gleason                           |
| 76         | 10        | Lady Boß                     | Stop the Presses                          | 8. Dez. 1996         | 2. Mai 1998                           | Peter Ellis                  | Brad Kern                                 |
| 77         | 11        | Und täglich grüßt der Kobold | Twas the Night Before Mxymas              | 15. Dez. 1996        | 8. Mai 1998                           | Mike Vejar                   | Tim Minear                                |
| 78         | 12        | Perry und Jerry              | Lethal Weapon                             | 5. Jan. 1997         | 9. Mai 1998                           | Jim Charleston               | Grant Rosenberg                           |
| 79         | 13        | Ein schmutziges Geheimnis?   | Sex, Lies and Videotape                   | 19. Jan. 1997        | 10. Mai 1998                          | Philip Sgriccia & Dan Wilcox | Andrew Dettman, Daniel Truly & Dan Wilcox |
| 80         | 14        | Präsident John Doe           | Meet John Doe                             | 2. März 1997         | 11. Mai 1998                          | Jim Pohl                     | Tim Minear                                |
| 81         | 15        | Zwei Clarks für Lois         | Lois and Clarks                           | 9. März 1997         | 12. Mai 1998                          | Chris Long                   | Eugenie Ross-Leming & Brad Buckner        |
| 82         | 16        | Frieden für die Welt         | AKA Superman                              | 16. März 1997        | 13. Mai 1998                          | Robert Ginty                 | Jeff Vlaming                              |
| 83         | 17        | Die Füchsin                  | Faster Than a Speeding Vixen              | 12. Apr. 1997        | 14. Mai 1998                          | Neal Ahern                   | Brad Kern                                 |
| 84         | 18        | Der Schattenkiller           | Shadow of a Doubt                         | 19. Apr. 1997        | 15. Mai 1998                          | Philip Sgriccia              | Grant Rosenberg                           |
| 85         | 19        | Lex Luthor Junior            | Voice from the Past                       | 26. Apr. 1997        | 16. Mai 1998                          | David Grossman               | John McNamara                             |
| 86         | 20        | Ein schlechter Tausch        | I’ve Got You Under My Skin                | 31. Mai 1997         | 17. Mai 1998                          | Eugenie Ross-Leming          | Tim Minear                                |
| 87         | 21        | Der Kinderdieb               | Toy Story                                 | 7. Juni 1997         | 18. Mai 1998                          | Jim Pohl                     | Brad Kern                                 |
| 88         | 22        | Dickschädels Plan            | The Family Hour                           | 14. Juni 1997        | 19. Mai 1998                          | Robert Ginty                 | Brad Buckner & Eugenie Ross-Leming        |